# Steins;???
Steins;??? — предстоящий визуальный роман, разрабатываемый компаниями Chiyomaru Studio и MAGES., являющийся продолжением Steins;Gate и частью серии Science Adventure. Выход романа намечен после выпуска игры Anonymous;Code, которая появилась на рынке 28 июля 2022 года. Сценаристом игры является исполнительный директор Mages Тиёмару Сикура. Ранее проект разрабатывался под рабочим названием Steins;God.

## Описание
Игры Steins;??? и Steins;Gate являются частью серии обширной Science Adventure. По словам разработчиков, связь между этими двумя романами подобна Chaos;Child и Chaos;Head, где одна из двух работ продолжает сюжет другой. Исходя из этого, в романе ожидается появление как старых, так и новых персонажей.

## Разработка
Steins;??? в данный момент находится в разработке в совместном ведении двух студий. Сценарий к нему написан исполнительным диктором Mages Тиёмару Сикурой. Изначально проект разрабатывался под рабочим названием Steins;God, пока Тиёмару не принял решение отказаться от него. Тиёмару хотел создать нечто новое в Steins;???, поскольку считал оригинальную историю завершённой, и решил, что дальнейшие игры в серии Steins;Gate будут излишними. В сентябре 2018 года Сикура рассказал Famitsu о концепции предстоящего проекта Steins;God, а продюсер серии Science Adventure Тацуя Мацубара во время выхода Steins;Gate Elite задел тему, заявив, что на февраль 2019 года игра уже находится в разработке. В итоге новая игра была анонсирована во время презентации бизнес-стратегии MAGES. в прямом эфире в октябре 2020 года в рамках празднования десятилетия со дня выхода оригинального романа Steins;Gate, к тому моменту Сикура уже закончил планирование сюжета.
Сэйю Асами Имаи, Мамору Мияно и Томокадзу Сэки, ранее озвучившие в Steins;Gate Курису Макисэ, Ринтаро Окабэ и Итару Хасиду соответственно, должны принять участие в проекте. Дата релиза игры на данный момент неизвестна, но MAGES. планирует выпустить её после выхода Anonymous;Code, который намечен на вторую половину 2021 года. По словам Тиёмару Сикуры, аниме по мотивам новой игры может быть выпущено раньше самого романа в зависимости от решения отдела интеллектуальной собственности издательства.